# Shanghai Salvage
Shanghai Salvage (China Ocean Engineering Services Shanghai) – chińskie przedsiębiorstwo ratownictwa okrętowego.
Założone w 1951 przedsiębiorstwo zajmuje się ratownictwem morskim, usuwaniem wraków oraz zwalczaniem rozlewów olejowych. Świadczy też usługi dla górnictwa podmorskiego i wykonuje holowania oceaniczne.
Przedsiębiorstwo zatrudnia około 1900 pracowników, a jego flota liczy około 40 statków różnych typów, w tym holowniki pełnomorskie i dźwigi pływające.
W latach 1951–2011 firma przeprowadziła około 1900 operacji ratowniczych, usunęła ponad tysiąc wraków, uratowała około 19 tysięcy osób zagrożonych i usunęła około 20 tysięcy ton zanieczyszczeń olejowych.
Oprócz działań na morzu, firma produkuje sprzęt związany z jej obszarem działania, taki jak komory dekompresyjne, dzwony nurkowe, kombinezony i aparaty oddechowe dla nurków.